# Nishikigawa Tetudou
Nishikigawa Tetudou Co., Ltd. (錦川鉄道株式会社, Nishikigawa Tetsudō Kabushiki-gaisha) est une compagnie de transport de passagers qui exploite une ligne ferroviaire ainsi qu'un téléphérique dans la préfecture de Yamaguchi au Japon. Son siège social se trouve dans la ville d'Iwakuni.

## Histoire
La compagnie a été fondée le 1er avril 1987. Elle commence l'exploitation de la ligne Nishikigawa Seiryū 25 juillet 1987 à la suite de son transfert de la JR West.

## Ligne
La compagnie possède une ligne.
| Ligne                    | Nom japonais | Terminus               | Longueur (km) | Gares |
| ------------------------ | ------------ | ---------------------- | ------------- | ----- |
| Ligne Nishikigawa Seiryū | 錦川清流線   | Kawanishi - Nishikichō | 32,7          | 13    |

## Matériel roulant

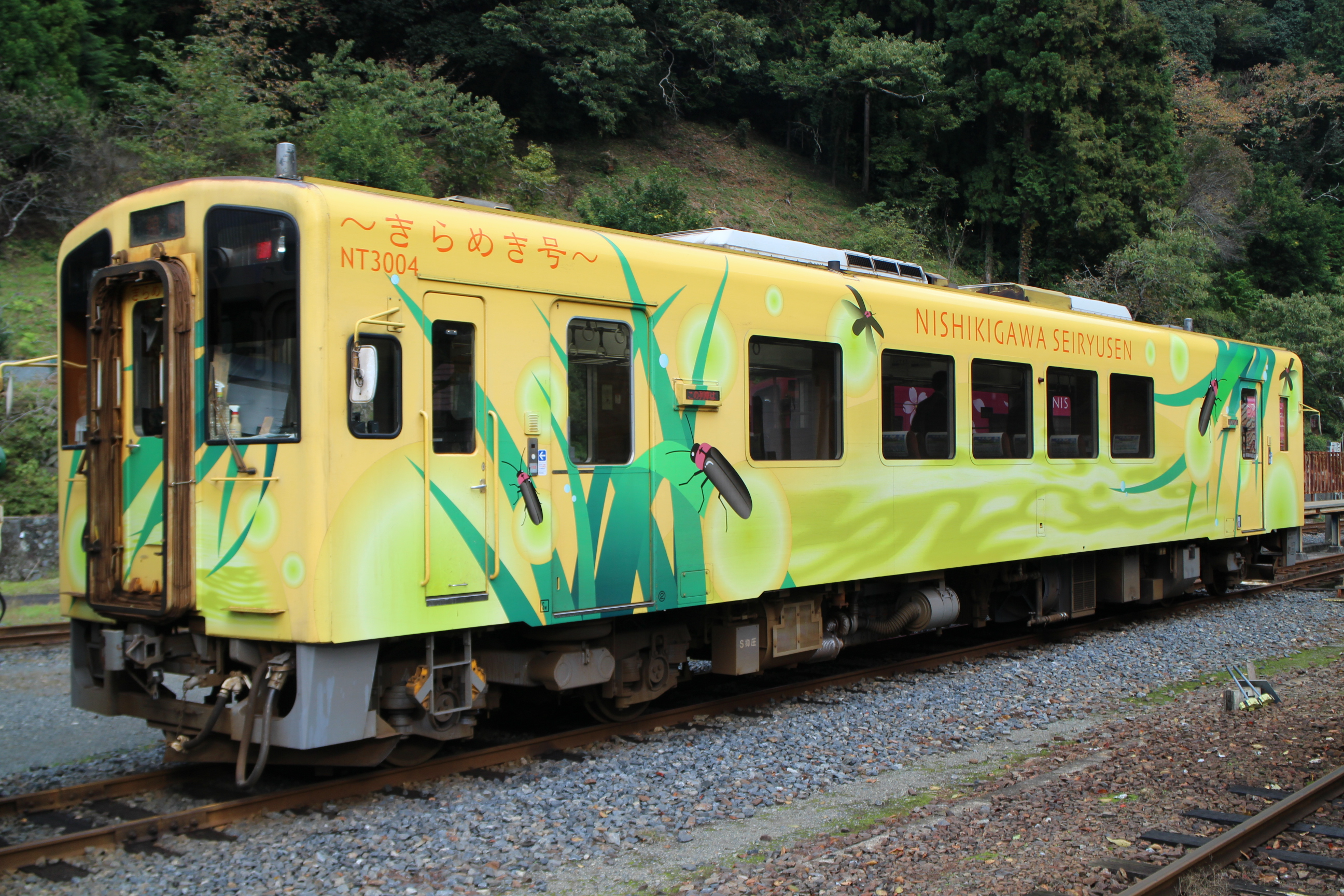
Série NT3000

La compagnie possède 4 autorails série NT3000.